# Wahlbezirk Böhmen 130
Der Wahlbezirk Böhmen 130 war ein Wahlkreis für die Wahlen zum Abgeordnetenhaus im österreichischen Kronland Böhmen. Der Wahlbezirk wurde 1907 mit der Einführung der Reichsratswahlordnung geschaffen und bestand bis zum Zusammenbruch der Habsburgermonarchie.

## Geschichte
Nachdem der Reichsrat im Herbst 1906 das allgemeine, gleiche, geheime und direkte Männerwahlrecht beschlossen hatte, wurde mit 26. Jänner 1907 die große Wahlrechtsreform durch Sanktionierung von Kaiser Franz Joseph I. gültig. Mit der neuen Reichsratswahlordnung schuf man insgesamt 516 Wahlbezirke mit je einem zu wählenden Abgeordneten, die durch Direktwahl mit allfälliger Stichwahl bestimmt wurden. Der Wahlkreis Böhmen 130 umfasste die Gerichtsbezirke Hohenelbe, Arnau, Königinhof an der Elbe (ohne die Gemeinden Duabrawitz, Lipnitz, Nowoles, Weißtremeschna, Werdek) sowie die Gemeinden Grabschütz, Hermanitz, Kleinbock, Littisch, Prode, Salnai, Schlotten und Westetz (alle Gerichtsbezirk Jaromer), die Gemeinden Großborowitz, Stikau, Stupna und Widach (alle Gerichtsbezirk Neupaka) sowie die Gemeinde Huttendorf (Gerichtsbezirk Starkenbach). Ausgenommen waren jedoch die Städte Trautenau (Wahlbezirk 95) sowie Arnau und Hohenelbe (Wahlbezirk 96). Aus der Reichsratswahl 1907 ging der Josef Kasper (Deutschradikale Partei) im ersten Wahlgang als Sieger hervor. Er konnte sein Mandat bei der Reichsratswahl 1911 in der Stichwahl verteidigen.

## Wahlergebnisse

### Reichsratswahl 1907

#### Erster Wahlgang
Die Reichsratswahl 1907 wurde am 14. Mai 1907 (erster Wahlgang) sowie am 23. Mai 1907 (Stichwahl) durchgeführt.
| Kandidat                                                                      | Partei                             | Wahlkreis- stimmen | Stimmanteil |
| ----------------------------------------------------------------------------- | ---------------------------------- | ------------------ | ----------- |
| Josef Goll                                                                    | Deutsche Agrarpartei               | 2902               | 30,7 %      |
| Ludwig Exner                                                                  | Sozialdemokratische Arbeiterpartei | 2619               | 27,7 %      |
| Josef Möhwald                                                                 | Deutsche Arbeiterpartei            | 1930               | 20,4 %      |
| Franz Graff Deym                                                              | Selbständig Deutscher Agrarier     | 1724               | 18,2 %      |
| Franz Jeřábek                                                                 | Tschechischer Zählkandidat         | 205                | 2,2 %       |
|                                                                               | Sonstige Parteien                  | 84                 | 0,1 %       |
| Wahlberechtigte: 11.440, Ungültige/Leere Stimmen: 84, Wahlbeteiligung: 83,5 % |                                    |                    |             |

#### Stichwahl
| Kandidat                                                                       | Partei                             | Wahlkreis- stimmen | Stimmanteil |
| ------------------------------------------------------------------------------ | ---------------------------------- | ------------------ | ----------- |
| Josef Goll                                                                     | Deutsche Agrarpartei               | 5358               | 61,2 %      |
| Ludwig Exner                                                                   | Sozialdemokratische Arbeiterpartei | 3402               | 38,8 %      |
| Wahlberechtigte: 11.440, Ungültige/Leere Stimmen: 101, Wahlbeteiligung: 77,5 % |                                    |                    |             |

### Reichsratswahl 1911
Die Reichsratswahl 1911 wurde am 13. Juni 1911 sowie am 20. Juni 1911 (Stichwahl) durchgeführt.

#### Erster Wahlgang
| Kandidat                                                                       | Partei                             | Wahlkreis- stimmen | Stimmanteil |
| ------------------------------------------------------------------------------ | ---------------------------------- | ------------------ | ----------- |
| Josef Goll                                                                     | Deutsche Agrarpartei               | 2977               | 37,7 %      |
| Georg Sailer                                                                   | Sozialdemokratische Arbeiterpartei | 2114               | 25,5 %      |
| Karl Fiebinger                                                                 | Deutsche Arbeiterpartei            | 1507               | 19,1 %      |
| Hans Binder                                                                    | Christlichsoziale Partei           | 1278               | 16,2 %      |
|                                                                                | Sonstige Parteien                  | 26                 | 0,4 %       |
| Wahlberechtigte: 12.688, Ungültige/Leere Stimmen: 146, Wahlbeteiligung: 75,5 % |                                    |                    |             |

#### Stichwahl
| Kandidat                                                                       | Partei                             | Wahlkreis- stimmen | Stimmanteil |
| ------------------------------------------------------------------------------ | ---------------------------------- | ------------------ | ----------- |
| Josef Goll                                                                     | Deutsche Arbeiterpartei            | 4264               | 55,8 %      |
| Georg Sailer                                                                   | Sozialdemokratische Arbeiterpartei | 3375               | 44,2 %      |
| Wahlberechtigte: 11.464, Ungültige/Leere Stimmen: 140, Wahlbeteiligung: 67,9 % |                                    |                    |             |